# Giacinto (nome)
Giacinto  è un nome proprio di persona italiano maschile.

## Varianti
- Femminili: Giacinta[1][3][4][6]

### Varianti in altre lingue
- Asturiano: Chinto[7]
- Basco: Gaxinta[7]
- Catalano: Jacint[7]
- Francese: Hyacinthe[2][4]
  - Femminile: Hyacinthe[4][6], Jacinthe[6][8]
- Galiziano: Xacinto[7]
- Greco antico: Ὑάκινθος (Hyakinthos)[1][2][3][5][9]
- Inglese: Hyacinth[2][4], Jacinth[8]
  - Femminili: Hyacinth[4][6], Hyacintha[4][6], Jacinth[6][8], Jacintha[8], Jacinta[8], Jacynth[8], Jacyntha[8], Jacinda[6][8]
- Latino: Hyacintus[1][2][5]
  - Femminili: Hyacintha[1][5]
- Olandese
  - Femminile: Jacintha[6]
- Polacco: Jacenty[2][8], Jacek[2][8]
- Portoghese: Jacinto[2][4]
  - Femminili: Jacinta[4][6]
- Spagnolo: Jacinto[2][4][7]
  - Femminili: Jacinta[4][6]

## Origine e diffusione

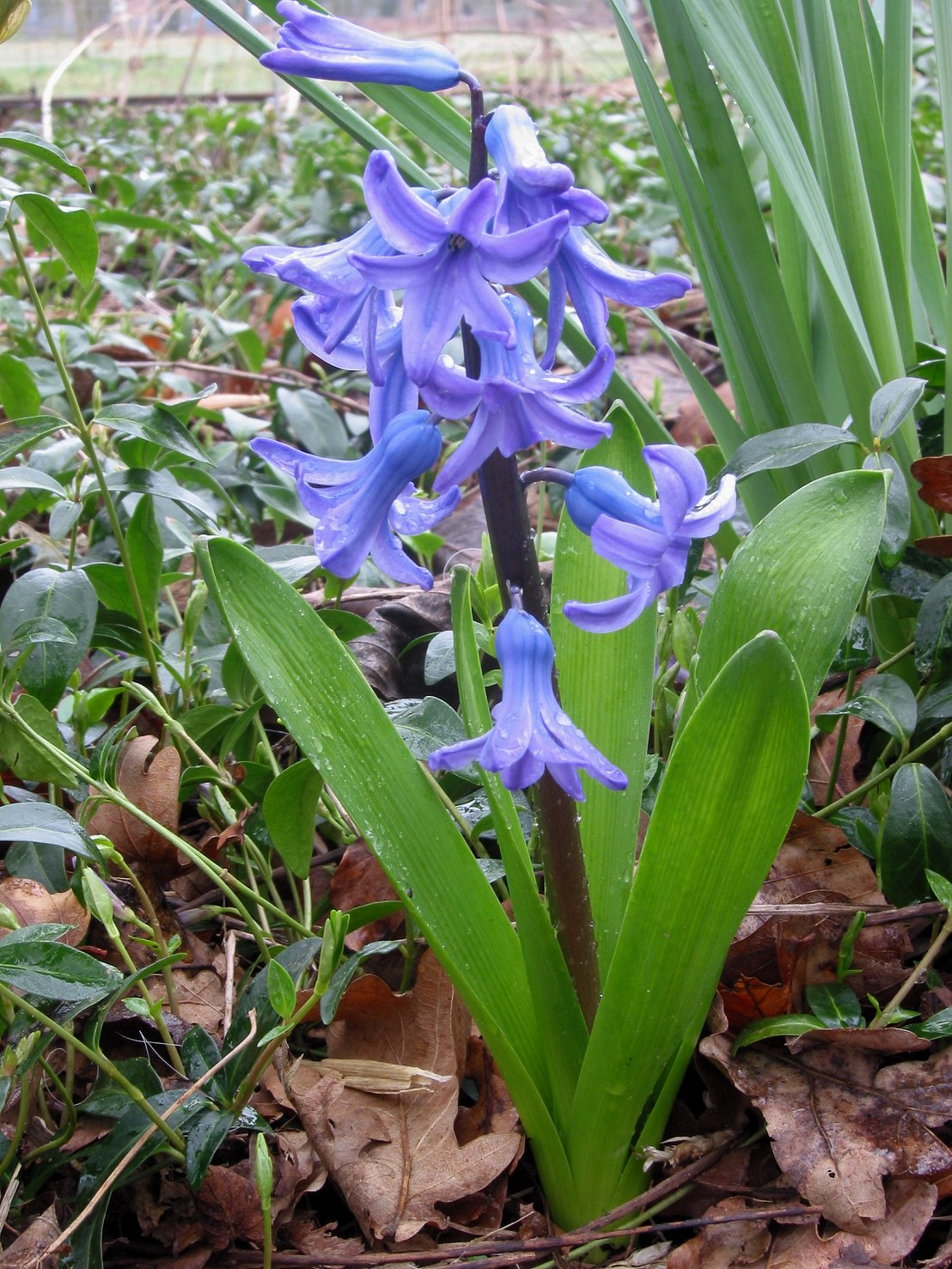
Un fiore di Hyacinthus orientalis

Deriva dal nome greco Ὑάκινθος (Hyakinthos) portato, nella mitologia greca, da Giacinto, un giovinetto amato e accidentalmente ucciso dal dio Apollo; secondo la leggenda, dal sangue del ragazzo spuntò un fiore, ma non è chiaro quale: il greco ὑάκινθος (hyakinthos), infatti, non indicava allora le piante oggi comprese nel genere botanico Hyacinthus (i giacinti, appunto), ma altri fiori purpurei o rosso scuro non ben identificati (forse il giglio, il gladiolo, l'iris o la speronella). Parallelamente, va notato che lo stesso termine greco veniva usato anche per indicare una gemma di colore blu (anch'essa non meglio identificata): da tale vocabolo discende il latino medievale jacintus, indicante una pietra preziosa blu o raramente rossa, poi passato al francese jacinte e all'inglese jacinth, quest'ultimo ancora oggi usato per indicare alcune varietà di zirconio, topazio e granato rosse e arancio; l'uso botanico odierno, invece, è giunto solo dal tardo XIV secolo. L'etimologia del termine non è chiara; alcune fonti notano la somiglianza della parte finale di ὑάκινθος (hyakinthos) al greco ανθος (anthos, "fiore") ma, come molti altri nomi di piante, è probabile che esso sia invece di origine pregreca, non indoeuropea.
L'uso come nome proprio, al di là della mitologia, è attestato con alcune iscrizioni latine del periodo cristiano, nelle forme maschile e femminile Hyacinthus e Hyacintha: alcune fonti evidenziano come, fra i Romani, fosse comune dare nomi d'ispirazione mitologica agli schiavi, mentre altre considerano più plausibile un'ispirazione al significato floreale del termine. Il nome venne quindi portato da diversi santi, il cui culto ne promosse la diffusione in vari paesi durante il Medioevo.
Secondo dati raccolti negli anni Settanta, in Italia il nome godeva di una diffusione relativamente buona, dovuta principalmente al culto dei santi così chiamati; era distribuito su tutto il territorio nazionale ma maggiormente nel Nord, in particolare in Piemonte (dove era più frequente il femminile Giacinta). In inglese si è diffuso in due "filoni", con tradizioni diverse: la forma Jacinth, che richiama la pietra preziosa, è attestata come nome maschile nel XVI secolo, forse grazie ad una menzione nella Bibbia (Ap21:19-20), e appare dal secolo seguente come nome femminile, sviluppandosi poi in alcune varianti moderne quali Jacintha e Jacinda. La forma Hyacinth compare invece nel XVII secolo, probabilmente tratta dal mito greco: dapprima esclusivamente maschile, cominciò ad essere usata anche al femminile verso la fine del XVIII secolo e divenne esclusivamente tale in capo al XIX.

## Onomastico

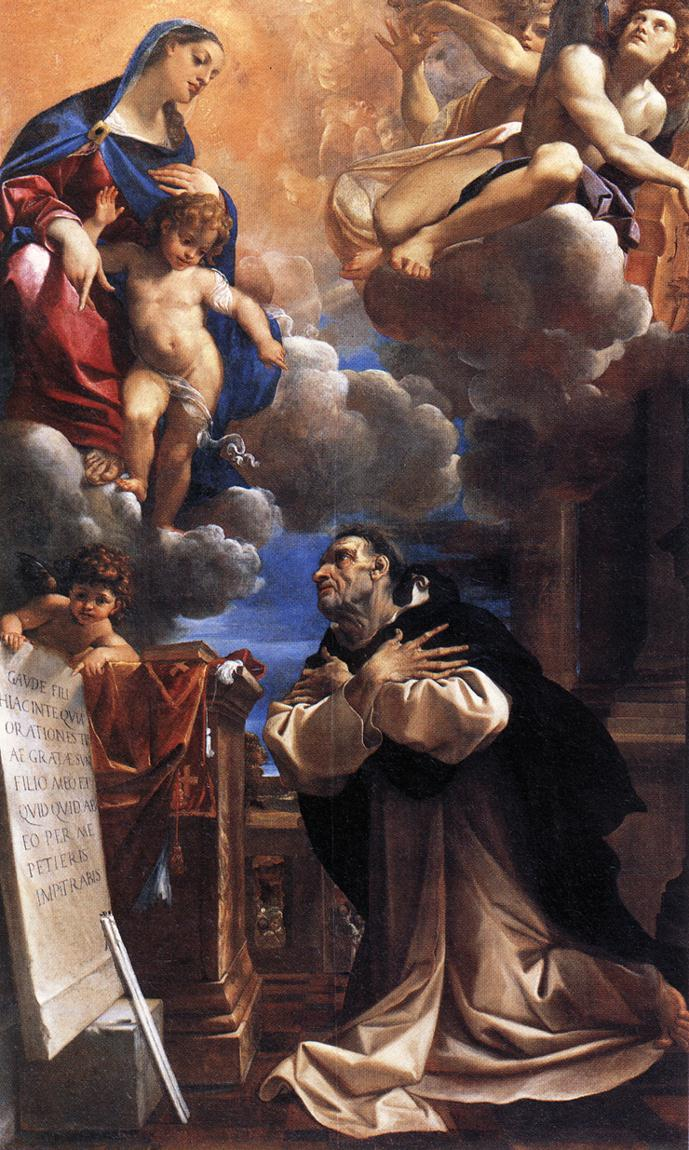
San Giacinto Odrovaz

L'onomastico si può festeggiare in memoria di numerosi santi, fra cui, alle date seguenti:
- 10 febbraio, san Giacinto, soldato e martire con altri nove compagni a Roma[1][11][12]
- 3 luglio, san Giacinto, ciambellano di Traiano, martire a Cesarea in Cappadocia[1][11]
- 17 luglio, san Giacinto, martire ad Amasra[1][11][12]
- 26 luglio, san Giacinto, martire a Porto Romano sotto Traiano[1][11]
- 4 agosto, san Giacinto, martire sulla Via Labicana a Roma[11]
- 17 agosto (o anche 15 o 16), san Giacinto Odrovaz, sacerdote domenicano, considerato l'apostolo della Polonia[1][7][11][12]
- 9 settembre, san Giacinto, martire in Sabina con i compagni Alessandro e Tiburzio[1][11][12]
- 11 settembre, san Giacinto, martire con il fratello san Proto a Roma[1][11][12]
- 29 ottobre, san Giacinto, martire in Lucania[1][11]
- 7 novembre, san Giacinto Castaneda, sacerdote, uno dei martiri del Vietnam[12][13]
- 17 novembre, san Giacinto Giordano Ansalone, frate domenicano, missionario in Messico, Filippine e Giappone, martire a Nagasaki[11]

Per il femminile, si ricordano invece due sante:
- 30 gennaio, santa Giacinta Marescotti, religiosa di Viterbo[1][12]
- 20 febbraio, santa Giacinta Marto, una dei veggenti di Fátima[11][12]

## Persone

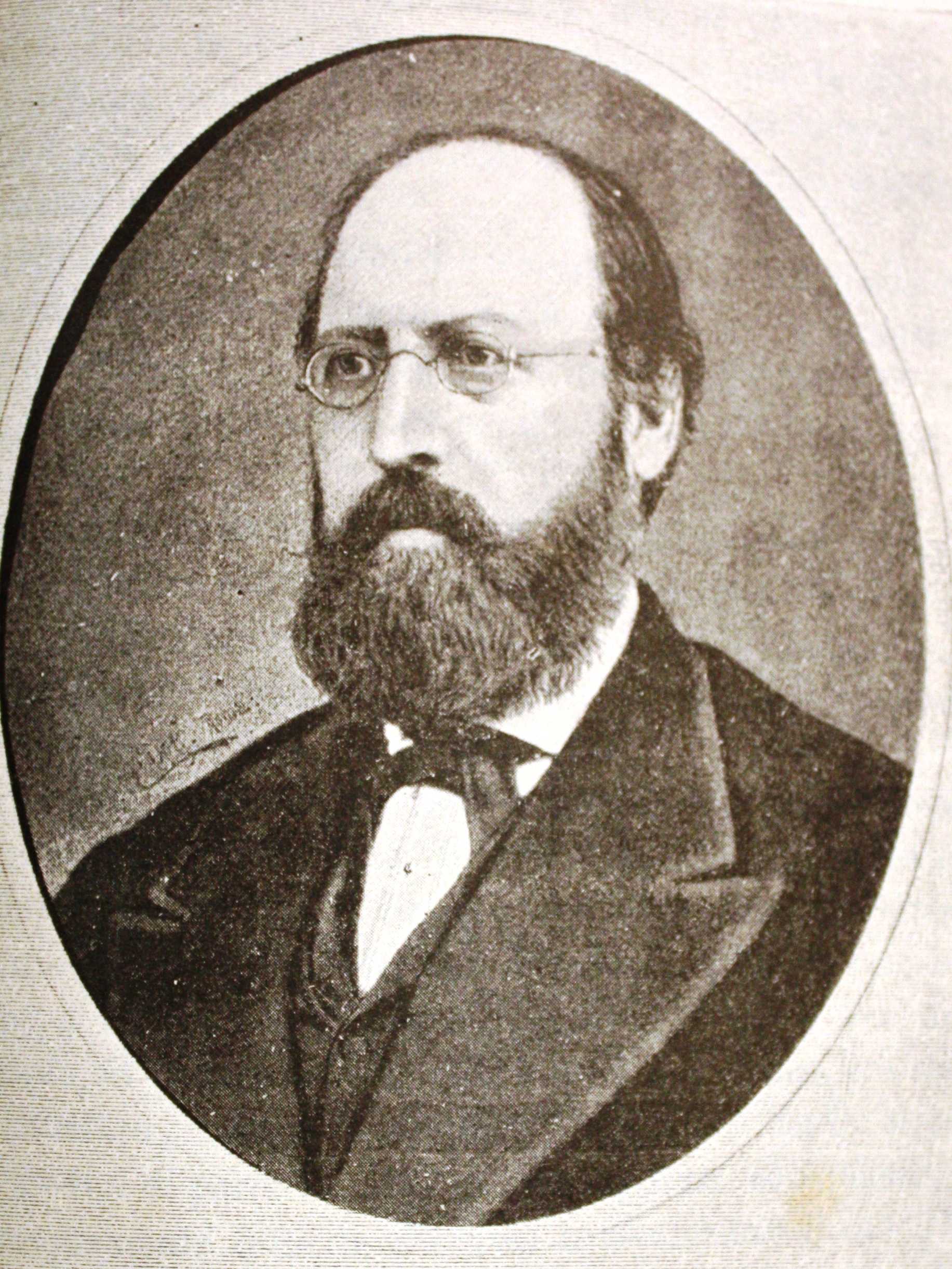
Giacinto Albini

- Giacinto Achilli, presbitero, predicatore e patriota italiano
- Giacinto Albini, patriota e politico italiano
- Giacinto de' Sivo, scrittore e storico italiano
- Giacinto Dragonetti, giurista e scrittore italiano
- Giacinto Facchetti, calciatore e dirigente sportivo italiano
- Giacinto Gallina, commediografo italiano
- Giacinto Gigante, pittore italiano
- Giacinto Odrovaz, religioso polacco
- Giacinto Pannella, vero nome di Marco Pannella, politico, attivista e giornalista italiano
- Giacinto Santambrogio, ciclista su strada italiano
- Giacinto Scelsi, compositore italiano

### Variante Jacinto

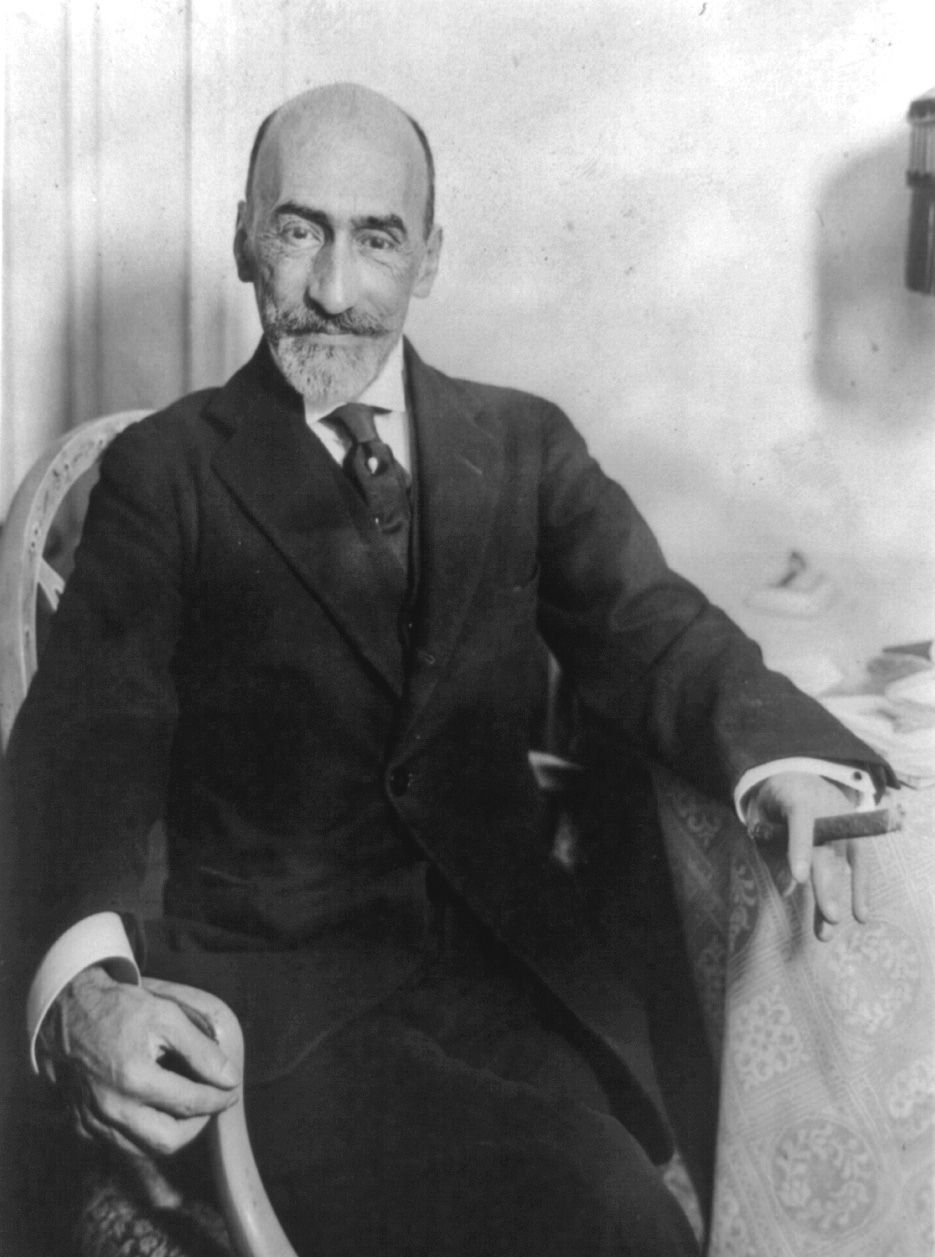
Jacinto Benavente

- Jacinto Benavente, drammaturgo spagnolo
- Jacinto Caamaño, esploratore spagnolo
- Jacinto Canek, rivoluzionario maya
- Jacinto Convit, medico venezuelano
- Jacinto de Romarate, militare e politico spagnolo
- Jacinto Grau Delgado, commediografo e drammaturgo spagnolo
- Jacinto Zamora, presbitero, scrittore ed educatore filippino

### Variante Jacek
- Jacek Bąk, calciatore polacco

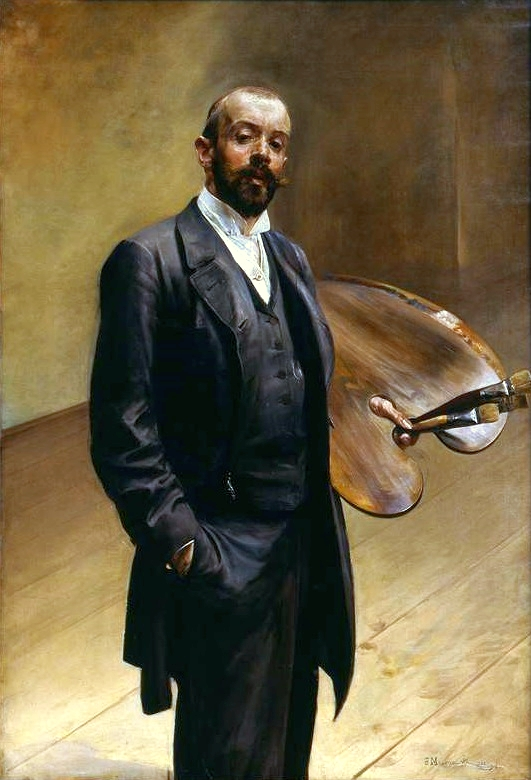
Jacek Malczewski

- Jacek Dehnel, poeta, scrittore e pittore polacco
- Jacek Krzynówek, calciatore polacco
- Jacek Kuroń, attivista e politico polacco
- Jacek Malczewski, pittore polacco

### Altre varianti maschili
- Hyacinthe Jadin, compositore e direttore d'orchestra francese
- Hyacinthe Rigaud, pittore francese
- Iakinf Bičurin, monaco cristiano, filologo e traduttore russo
- Jacint Verdaguer, poeta spagnolo

### Variante femminile Giacinta

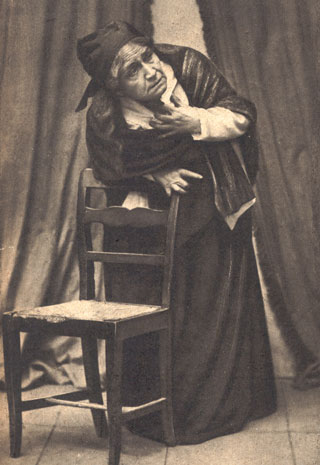
Giacinta Pezzana

- Rosa Giacinta Badalla, compositrice e religiosa italiana
- Giacinta Marescotti, religiosa e santa italiana
- Giacinta Marto, veggente portoghese
- Giacinta Orsini, nobile italiana
- Giacinta Pezzana, attrice teatrale italiana
- Giacinta Toso, soprano italiana

### Altre varianti femminili
- Jacinda Ardern, politica neozelandese
- Jacinda Barrett, attrice e modella australiana naturalizzata statunitense
- Jacinta Monroe, cestista statunitense
- Jacynthe Poirier, schermitrice canadese

## Il nome nelle arti
- Giacinto è il protagonista del romanzo Canne al vento di Grazia Deledda.
- Fra Giacinto è un personaggio del film del 2013 La mafia uccide solo d'estate, e dell'omonima serie televisiva.
- Jacinthe è un personaggio dell'opera di Daniel Auber Il domino nero.
- Jacinthe è un personaggio del romanzo di Jacqueline Carey Il dardo e la rosa.
- Jacinta "Jojo" Jimenez è un personaggio della serie televisiva Paso adelante.
- Giacinta Johnson è la bond girl del film del 2002 La morte può attendere.
- Gacinta Marulli è un personaggio del romanzo di Luigi Capuana Giacinta.